# Bélis
Bélis ist eine französische Gemeinde mit 164 Einwohnern (Stand 1. Januar 2022) im Département Landes in der Region Nouvelle-Aquitaine (vor 2016: Aquitanien). Sie gehört zum Arrondissement Mont-de-Marsan und zum Kanton Haute Lande Armagnac.
Der Name in der gascognischen Sprache lautet Belís. Sein Ursprung ist unbekannt.
Die Einwohner werden Bélisiens und Bélisiennes genannt.

## Geographie
Die Gemeinde Bélis liegt ca. 20 Kilometer nördlich von Mont-de-Marsan im größten Waldgebiet Frankreichs, den Landes de Gascogne in der historischen Provinz Gascogne.
Umgeben wird Bélis von den Nachbargemeinden:
| Labrit | Cachen                                      |        |
| Brocas | Kompassrose, die auf Nachbargemeinden zeigt | Cachen |
|        | Maillères                                   | Arue   |

Rund 1700 Hektar der Gebietsfläche der Gemeinde sind bewaldet, davon gehören 210 Hektar der Gemeinde.
Bélis liegt im Einzugsgebiet des Flusses Adour. Die Gouaneyre, ein Nebenfluss der Douze, fließt an der östlichen Gemeindegrenze entlang.

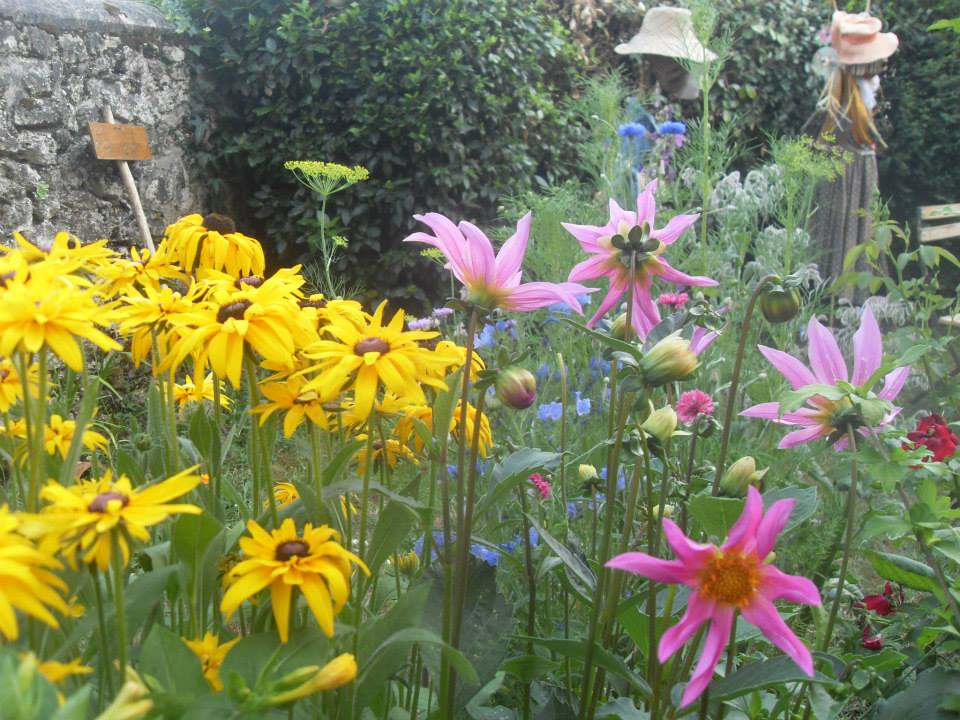
Blumen und Vogelscheuchen im Gemeindepark

## Geschichte
In früheren Zeiten befand sich die Gemeinde inmitten eines Sumpfgebiets. 1964 hat ein Bewohner Spuren von Hügelgräbern, eine Torques und Schmuck entdeckt, der aus der Eisenzeit stammt. Im Rahmen der Hugenottenkriege wurde die Kirche durch protestantische Truppen im Jahre 1569 geplündert. 1857 wurde ein Gesetz verkündet, das die Gemeinden zur Aufforstung verpflichtete. In den Landes wurde eine Politik der Entwässerung ausgearbeitet, deren Anwendung zur Trockenlegung des Gemeindegebiets führte. Die Anpflanzung von Kiefern veränderte die Landschaft nachhaltig, und die Forstwirtschaft wurde fortan die wichtigste Einnahmequelle der Gemeinde.

### Einwohnerentwicklung
Nach Beginn der Aufzeichnungen stieg die Einwohnerzahl bis zur Mitte des 19. Jahrhunderts auf einen Höchststand von rund 560. In der Folgezeit sank die Größe der Gemeinde bei kurzen Erholungsphasen bis zu den 1990er Jahren auf rund 130 Einwohner, bevor eine moderate Wachstumsphase einsetzte, die heute noch andauert.
| Jahr      | 1962 | 1968 | 1975 | 1982 | 1990 | 1999 | 2006 | 2010 | 2022 |
| --------- | ---- | ---- | ---- | ---- | ---- | ---- | ---- | ---- | ---- |
| Einwohner | 272  | 227  | 170  | 150  | 128  | 137  | 139  | 149  | 164  |

## Sehenswürdigkeiten

### PfarrkircheNotre-Dame

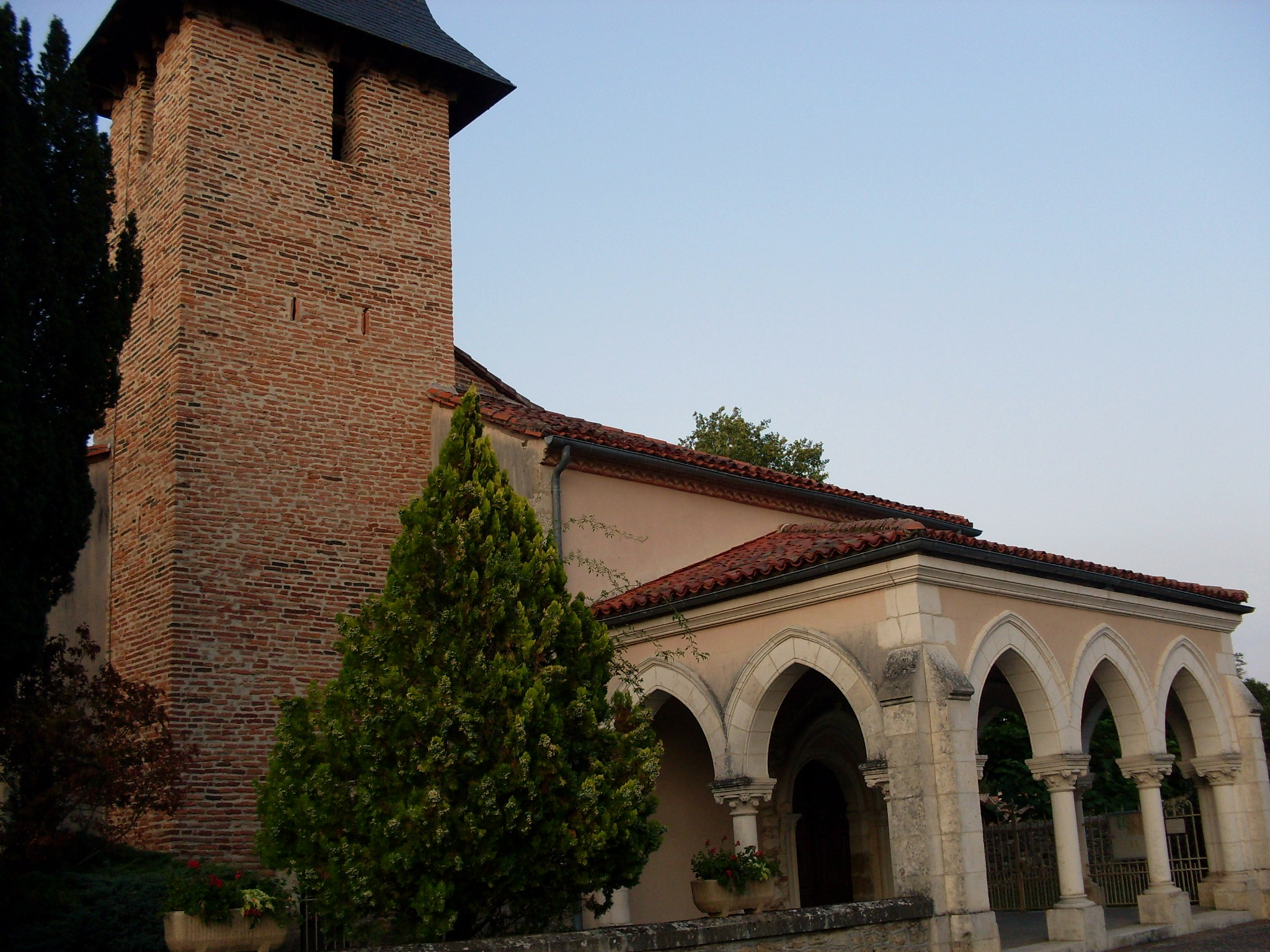
Pfarrkirche Notre-Dame

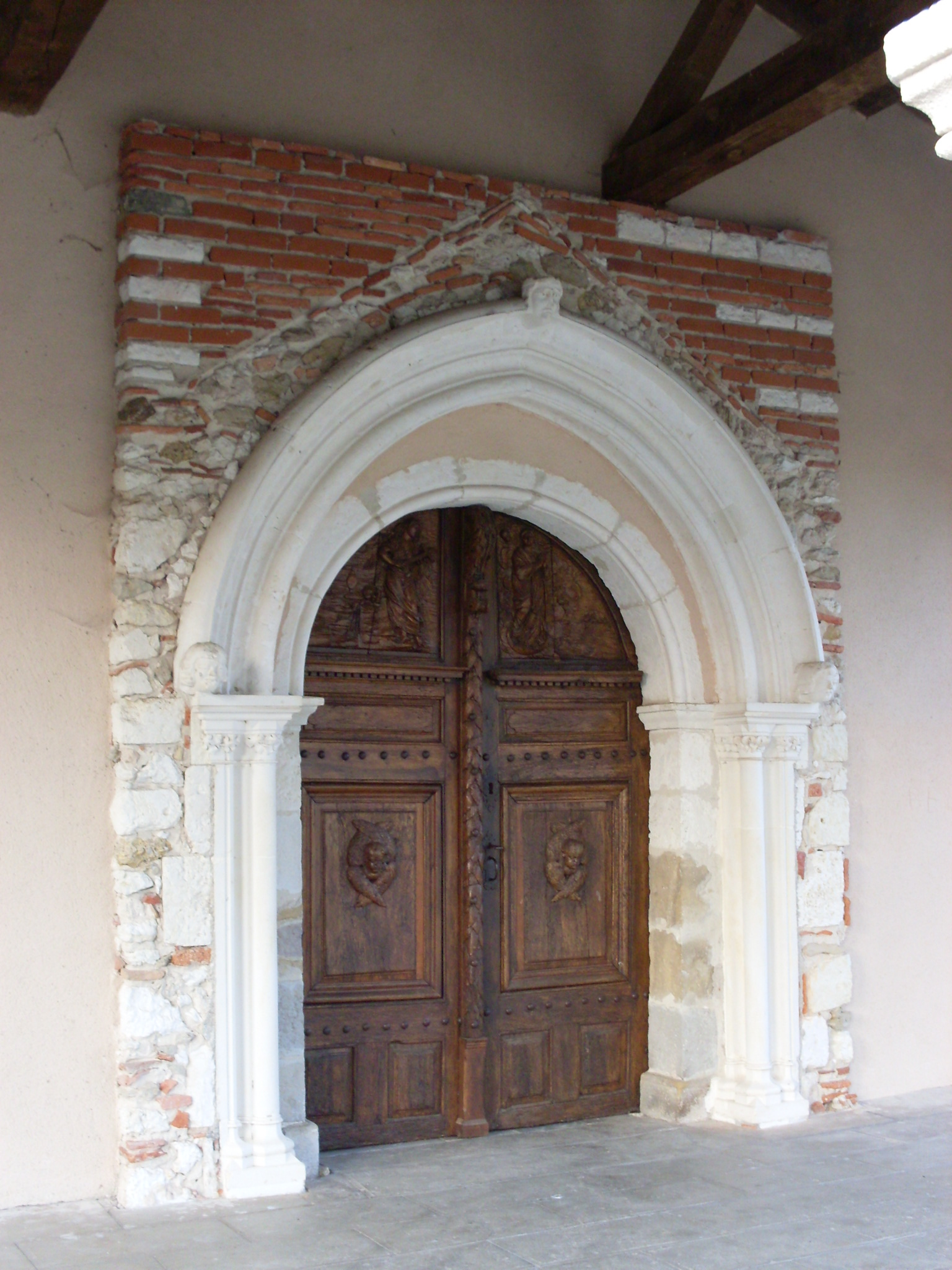
Eingangsportal

Die Kirche wurde vermutlich im 13. Jahrhundert im romanischen Stil errichtet und unterstand ursprünglich der Komturei von Bessaut. Während der gotischen Epoche wurde sie im 14. Jahrhundert umgestaltet und erweitert. Das Eingangsportal auf der Westseite und das Seitenschiff auf der Nordseite wurden hinzugefügt. 1569 wurde die Kirche von protestantischen Truppen beschädigt und in der Folgezeit weitgehend restauriert. In der zweiten Hälfte des 19. Jahrhunderts wurde die Vorhalle im neugotischen Stil errichtet. Diese ist offen und mit Spitzbogenarkaden ausgestattet. Sie führt in das Langhaus, das mit einer Täfelung aus Gips gedeckt ist. Es wird mit einer flachen Apsis verlängert und ist mit dem nördlichen Seitenschiff über große Spitzbogenarkaden verbunden. Das Seitenschiff ist kürzer als das Hauptschiff, denn das westlichste Joch ist durch den Glockenturm belegt. Das Kirchengebäude ist mit Bruchsteinen gebaut, verputzt und mit Falzziegeln gedeckt mit Ausnahme des Glockenturms, der mit Ziegelsteinen gebaut ist und dessen Helm mit Schiefer gedeckt ist.
Die ältesten Elemente der heutigen Kirchenausstattung sind der Tabernakel des Hauptaltars aus dem späten 17. Jahrhundert und das Altarretabel von der Mitte des 18. Jahrhunderts. Die Kanzel wird dem Künstler Pierre Floché (1701–1769) zugeschrieben ebenso wie die hölzernen Türflügel des Portals. Der neoklassische Nebenaltar datiert aus der Mitte des 19. Jahrhunderts.
Eine Skulptur aus dem 18. oder 19. Jahrhundert, die den gekreuzigten Christus darstellt, der Tabernakel und das Retabel des Hauptaltars, zehn Kerzenhalter aus dem 18. und der ersten Hälfte des 19. Jahrhunderts sowie die Kanzel sind seit dem 11. Juni 2003 als Monuments historiques klassifiziert.

## Wirtschaft und Infrastruktur
Land- und Forstwirtschaft sind die wichtigsten Wirtschaftsfaktoren der Gemeinde.

### Bildung
Die Gemeinde verfügt über eine öffentliche Grundschule mit 25 Schülerinnen und Schülern im Schuljahr 2017/2018.

### Sport und Freizeit
Bélis liegt im Regionalen Naturpark Landes de Gascogne.

### Verkehr
Belhade ist erreichbar über die Routes départementales 53, 153, 392 und 626, der ehemaligen Route nationale 626.

## Persönlichkeiten
Maurice Tauziède war Priester der Gemeinde von 1946 bis zu seinem Tod am 2. Oktober 1990. Von September 1939 an war er Vikar in der Gemeinde Grenade-sur-l’Adour. Am 1. Januar 1944 trat er dem Netzwerk von Maurice Buckmaster und damit der Résistance bei. Am 13. Juni 1944 wurde er von deutschen Truppen verhaftet mit der Anklage, vom Glockenturm der Kirche in Grenade-sur-l’Adour aus auf deutsche Soldaten geschossen zu haben. Er wurde mit 17 anderen Personen zunächst zum Château du Hâ, dann zum Konzentrationslager Dachau verbracht, das am 29. April 1945 von amerikanischen Truppe befreit wurde. Im September 1946 wurde Maurice Tauziède zum Pfarrer von Bélis und Maillères ernannt. Er war Mitbegründer der Union nationale des associations de déportés, internés et familles de disparus, ihr Sekretär von 1963 bis 1966 und ihr Präsident bis zu seinem Tod. Im März 1966 erhielt er für seine Verdienste das Ritterkreuz der Ehrenlegion. Ihm zu Ehren trägt ein Park unweit der Pfarrkirche in Bélis seinen Namen.